# Canon de 18 livres

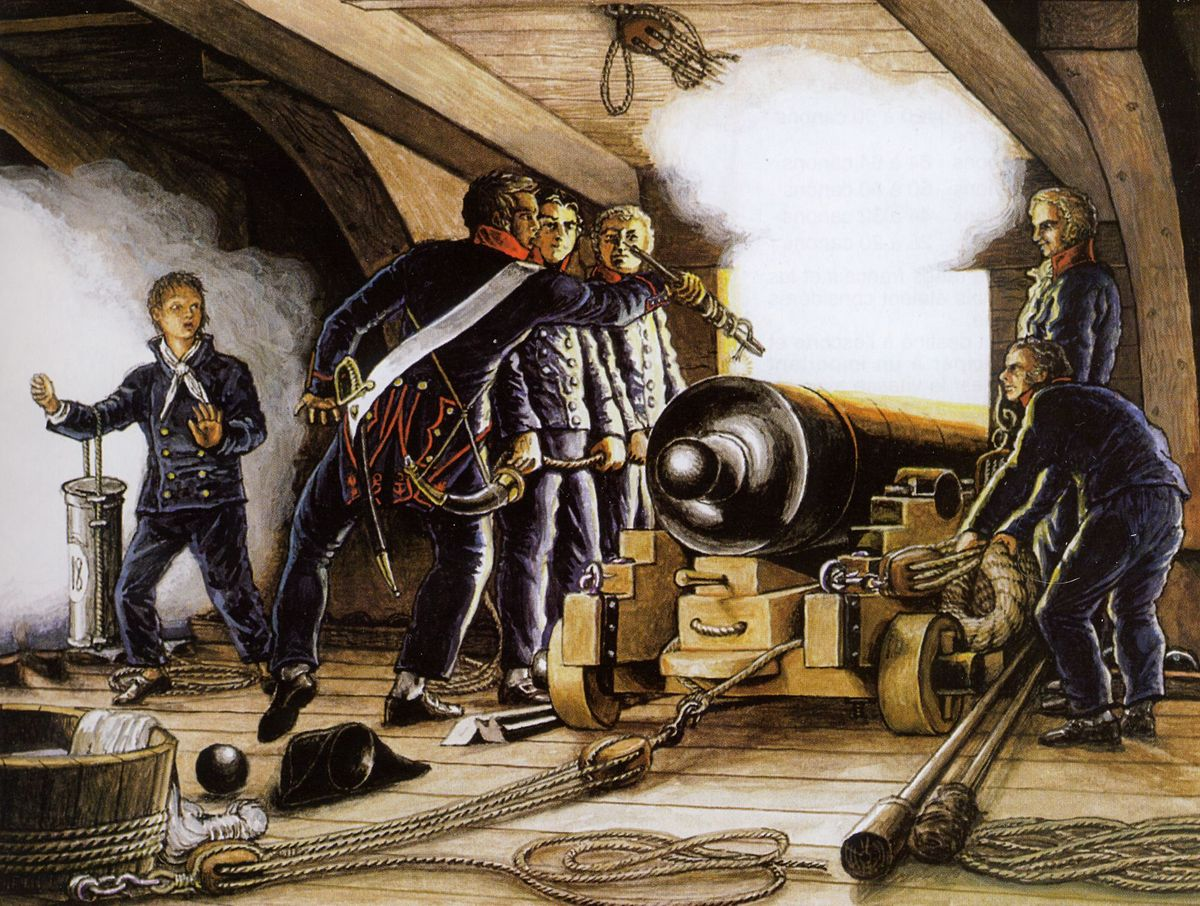
Louis-Philippe Crépin, Tir avec un canon de 18 livres.

Un canon de 18 livres est un canon tirant des boulets de 18 livres, utilisé sur des navires de guerre, dans des batteries côtières et comme artillerie de siège, du XVIIe siècle au milieu du XIXe siècle.

## Emploi

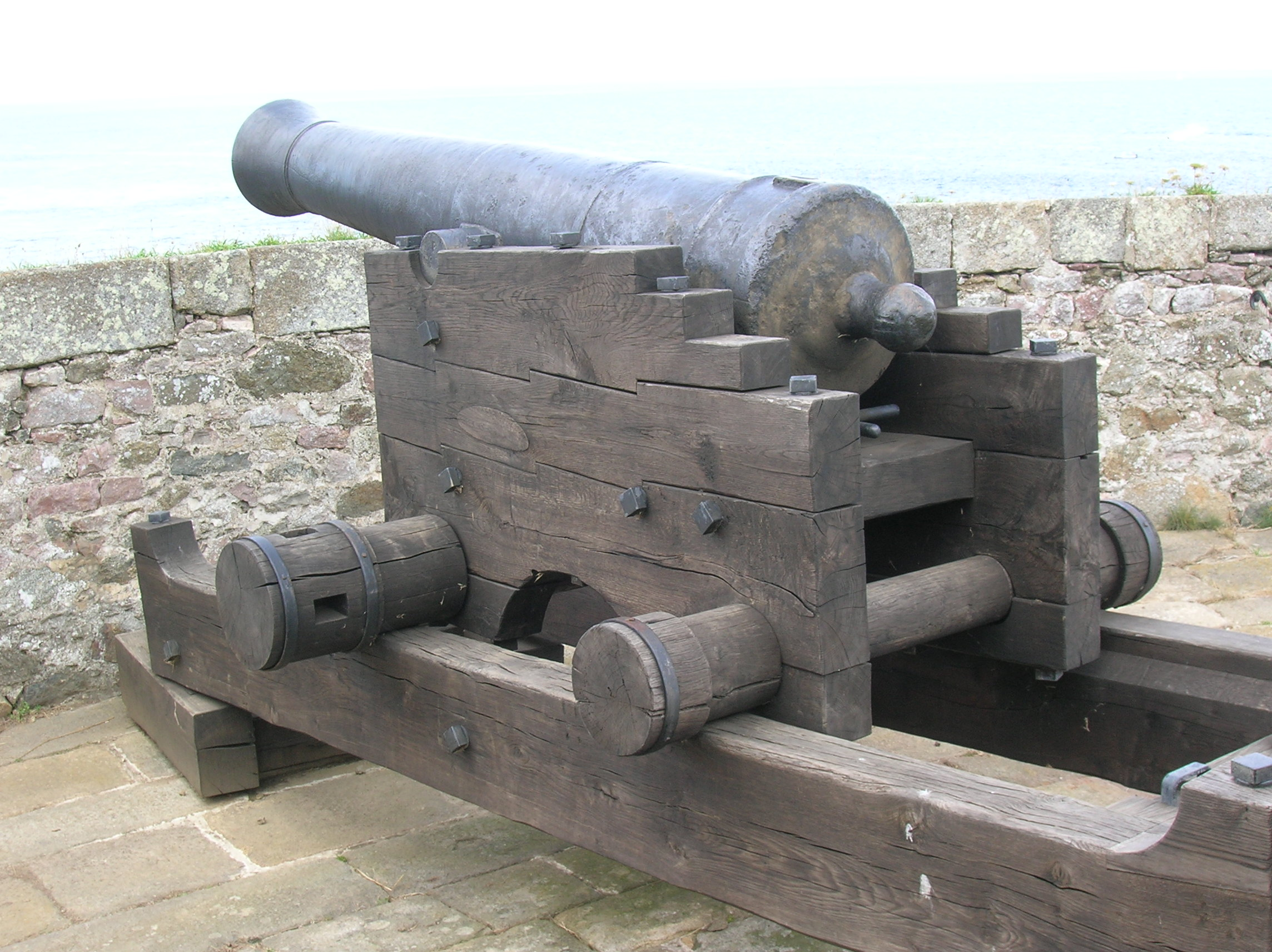
Canon de 18 livres dans une batterie côtière (le fort La Latte, armé de huit pièces de 18).

Le canon de 18 livres est un des calibres (exprimé à partir du poids du boulet) moyens utilisés en mer sur les navires de guerre britanniques, français, espagnols, hollandais, suédois, américains, etc.
À la fin du XVIIIe siècle, ce type de canon arme dans la Marine royale française :
- la troisième batterie des vaisseaux de 118 canons (34 canons de 18 livres chacun),
- la seconde batterie des vaisseaux de 74 canons (30 canons de 18 livres chacun),
- et la batterie des frégates de 18 (26 puis 28 canons de 18 livres chacune).

Dans la Royal Navy, les Britanniques l'utilisent pour armer :
- la troisième batterie des vaisseaux trois-ponts de 120 canons (34 canons de 18 livres chacun),
- la deuxième et troisième batterie des vaisseaux trois-ponts de 98 canons (60 canons de 18 livres chacun)
- la deuxième batterie des vaisseaux trois-ponts de 90 canons (30 canons de 18 livres chacun),
- la seconde batterie des vaisseaux de 74 canons (28 canons de 18 livres chacun),
- la seconde batterie des vaisseaux de 64 canons (26 canons de 18 livres chacun),
- et la batterie des frégates de 18 (28 canons de 18 livres chacune).

## Dimensions

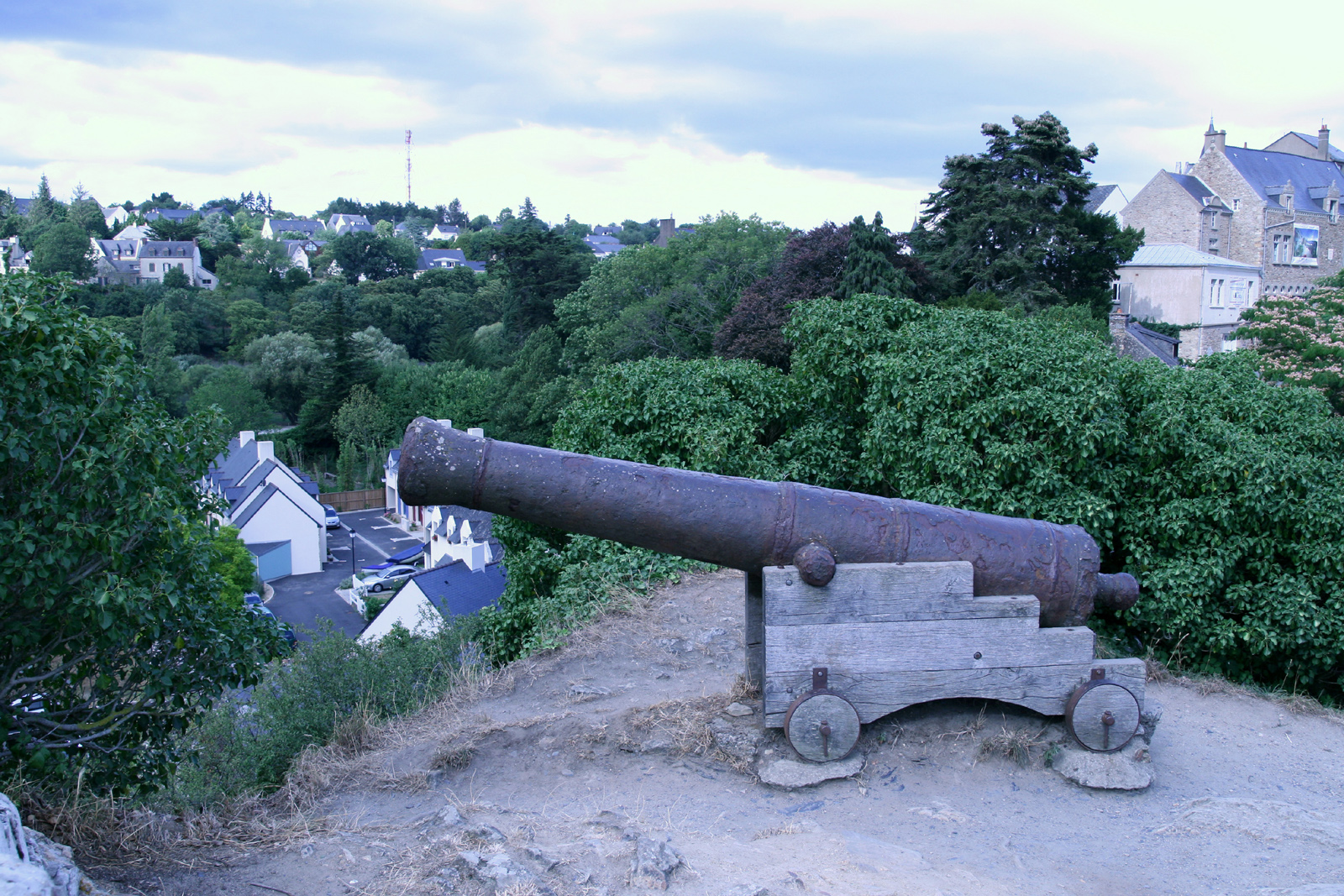
Un des canons du Juste, vaisseau coulé lors de la bataille des Cardinaux en 1759.

Les dimensions d'un canon de 18 livres varient selon la nationalité et l'époque. Les mesures suivantes sont celles des canons de 18 livres français selon le règlement de 1786, fondus en fer.
- Masse du canon : 2 060 kilogrammes
- Masse de l'affût : 365 kilogrammes
- Longueur du tube : 2,572 mètres
- Diamètre de l'âme : 138,7 millimètres
- Masse du boulet de 18 : 8,8 kilogrammes

NB : la livre française (ou « livre de poids de marc », soit 489,5 grammes) étant un peu plus importante que celle britannique (ou « livre avoirdupois », soit 453,6 grammes).
Ainsi, le boulet britannique de 12 livres anglaises pesait l'équivalent de 11,12 livres françaises, tandis que le boulet français de 12 livres pesait au Royaume-Uni 12 livres et 15 onces.
La conséquence est qu'en cas de prise d'un navire, l'ensemble de son artillerie devait être intégralement remplacée afin d'être adaptée aux munitions en usage dans le pays qui s'était emparé du vaisseau.
Il faut dix servants pour mettre en batterie cette pièce d'artillerie de deux tonnes quatre cents, auquel se rajoute le mousse pourvoyeur.